# Batalla de Churubusco
La batalla de Churubusco se libró  el 20 de agosto de 1847 y formaba parte de la Intervención estadounidense en México. Horas después de perder la batalla de Padierna, cerca de Contreras y San Antonio, las fuerzas mexicanas se replegaron al convento de Santa María de Churubusco (hoy Museo Nacional de las Intervenciones), y las fuerzas armadas estadounidenses se prepararon para atacarlas.[cita requerida]
Aunque el convento no era más alto que las edificaciones circundantes, sus bardas de piedra constituían una buena defensa.[cita requerida] Además, los estadounidenses tendrían que cruzar un río para llegar allá, lo cual daría tiempo al ejército mexicano para preparar a medias trincheras y encarar otro enfrentamiento.[cita requerida]
Los defensores mexicanos sumaban alrededor de 1300 elementos[cita requerida] con órdenes de resistir en la posición para evitar que el ejército mexicano fuera flanqueado durante la retirada de San Antonio.
Piquetes de Tlapa:
Un regimiento conformado de civiles armados, la mayoría eran españoles que vivían en México y que decidieron tomar las armas para pelear contra los invasores estadounidenses. 
El Batallón de San Patricio, originalmente compuesto en su mayoría por soldados pertenecientes al ejército estadounidense que habían desertado, se unió a las fuerzas mexicanas. (Pacheco, J. E. y A. Reséndez, La Guerra Injusta)
El contingente de los San Patricios estaba formado principalmente por irlandeses, alemanes y otros inmigrantes de diversos países europeos y en su mayoría católicos. Abandonaron el ejército invasor porque comenzaron a sentirse identificados con los mexicanos, no solo por compartir la religión, sino porque se dieron cuenta de lo injusto de la invasión y de que los estadounidenses estaban agrediendo a México en su cultura y creencias, como los ingleses lo habían hecho con los irlandeses.
La lucha fue intensa, los atacantes fueron rechazados en un maizal adyacente y en la cabeza de puente, pero la superioridad numérica se imponía y el desenlace sería desventajoso para los defensores mexicanos, bien dirigidos esta vez por los generales Manuel Rincón y Pedro María Anaya, no se dieron por vencidos.[cita requerida]
El asalto al puente se prolongó, la defensa fue heroica, la situación era dramática, ya que por ahí huían civiles y elementos del ejército mexicano derrotado en Padierna. Aun con la superioridad estadounidense en armamento y en soldados, el puente de Churubusco resistió durante dos horas y media. Cuando el puente cayó en manos enemigas y los mexicanos se replegaron al convento, dejaron los estadounidenses 366 muertos sobre el terreno.
Ante la férrea defensa, el general Scott ordenó ocupar la retaguardia del convento y la Hacienda de Portales. Los combates no cesaban a pesar de la superioridad militar del enemigo.
Asaltos sucesivos del invasor en dos flancos del convento no lograron romper la defensa mexicana, lo mismo en terreno abierto que en el parapeto de adobe, veinte pasos fuera de la construcción. Se intensificó el combate de fusilería, artillería y cuerpo a cuerpo en el parapeto, hubo tiroteos desde las alturas del convento.
Scott emprendió fallidos asaltos sucesivos por el frente y en los flancos del baluarte de Churubusco, apoyados por cañones y morteros. Las bajas estadounidenses aumentaron de manera dramática, a pesar de la precaria fortificación mexicana.
Tras algunas horas de combate, las fuerzas mexicanas seguían en posesión de sus reductos, pero se agotaron las municiones y las existentes eran inservibles; una bomba provocó una explosión en la reserva de pólvora que los dejó sin posibilidades de seguirse defendiendo. (Francisco Martín Moreno, Alfaguara, México Mutilado)
Cuando el general David E. Twiggs entró al convento ordenando a los soldados mexicanos que entregaran sus municiones, el general Anaya pronunció la famosa y desafiante respuesta: "Si hubiera parque, no estaría usted aquí" (Pacheco, J. E. y A. Reséndez, La Guerra Injusta)
Tras la victoria estadounidense, se hizo un juicio a los soldados desertores del Batallón de San Patricio. Sentenciados unos, fueron ahorcados en San Ángel y Mixcóac; la mejor sentencia para otrosː se les azotó y marcó en la mejilla con hierro candente la letra "D" de desertores. (Pacheco, J. E. y A. Reséndez, La Guerra Injusta) (Francisco Martín Moreno, Alfaguara, México Mutilado)
Como muestra de agradecimiento a los desertores del Batallón de San Patricio que se unieron al ejército mexicano, actualmente existe una calle en Coyoacán llamada "Mártires Irlandeses". Cada año se celebra frente al Convento de Churubusco un pequeño concierto de gaita en honor a los defensores del Batallón de San Patricio y como recuerdo por la batalla de Churubusco y al General Pedro María Anaya. La estación de Metro más cercana lleva el nombre de "General Anaya", pues aunque se perdió la batalla, la "dirigió bien". (Pacheco, J. E. y A. Reséndez, La Guerra Injusta)